# Graphistemma pictum
Graphistemma pictum är en oleanderväxtart som först beskrevs av Champion och George Bentham, och fick sitt nu gällande namn av George Bentham, Amp; J. D. Hooker och Maximowicz. Graphistemma pictum ingår i släktet Graphistemma och familjen oleanderväxter. Inga underarter finns listade i Catalogue of Life.